# Александър Солунски (мъченик)
Вижте пояснителната страница за други личности с името Александър Солунски.
Александър Солунски (на гръцки: ᾿Αλεξάνδρου τοῦ ἐν Θεσσαλονίκῃ) е гръцки мъченик, почитан от Православната църква. Паметта му се тачи на 14 март.

## Биография
Данните за раждането на Александър са неясни, като е споменаван като Александър от Солун. Явява се като молител пред император Максимиан, но отказва да принесе жертви в чест на идолите. Разгневен, императорът го осъжда на смърт чрез обезглавяване. В резултат на угризения от стореното, Максимиан дава тялото на Александър на християните в Солун, за да го погребат подобаващо. Максимиан също така пише писмо до християните в Солун, в което описва мъченичеството на Александър. Благодарение на писмото мъченичеството на Свети Александър се датира в периода 21 юли 285 – 1 август 286 година. Свети Александър е погребан в Солун.